# Оздоровительная тропа

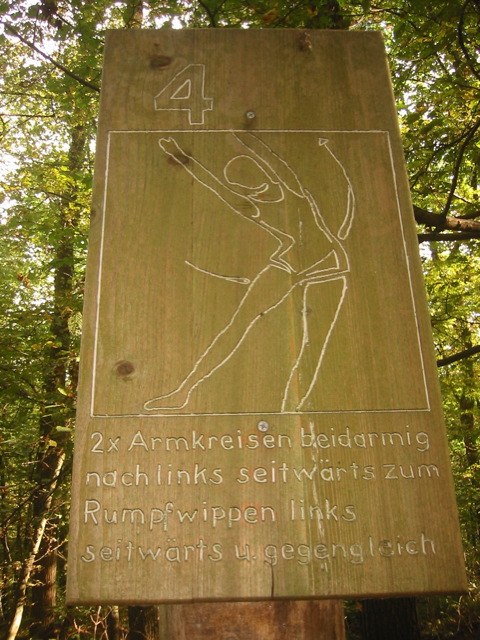
Исторический знак с пояснением к упражнению вдоль оздоровительной тропы

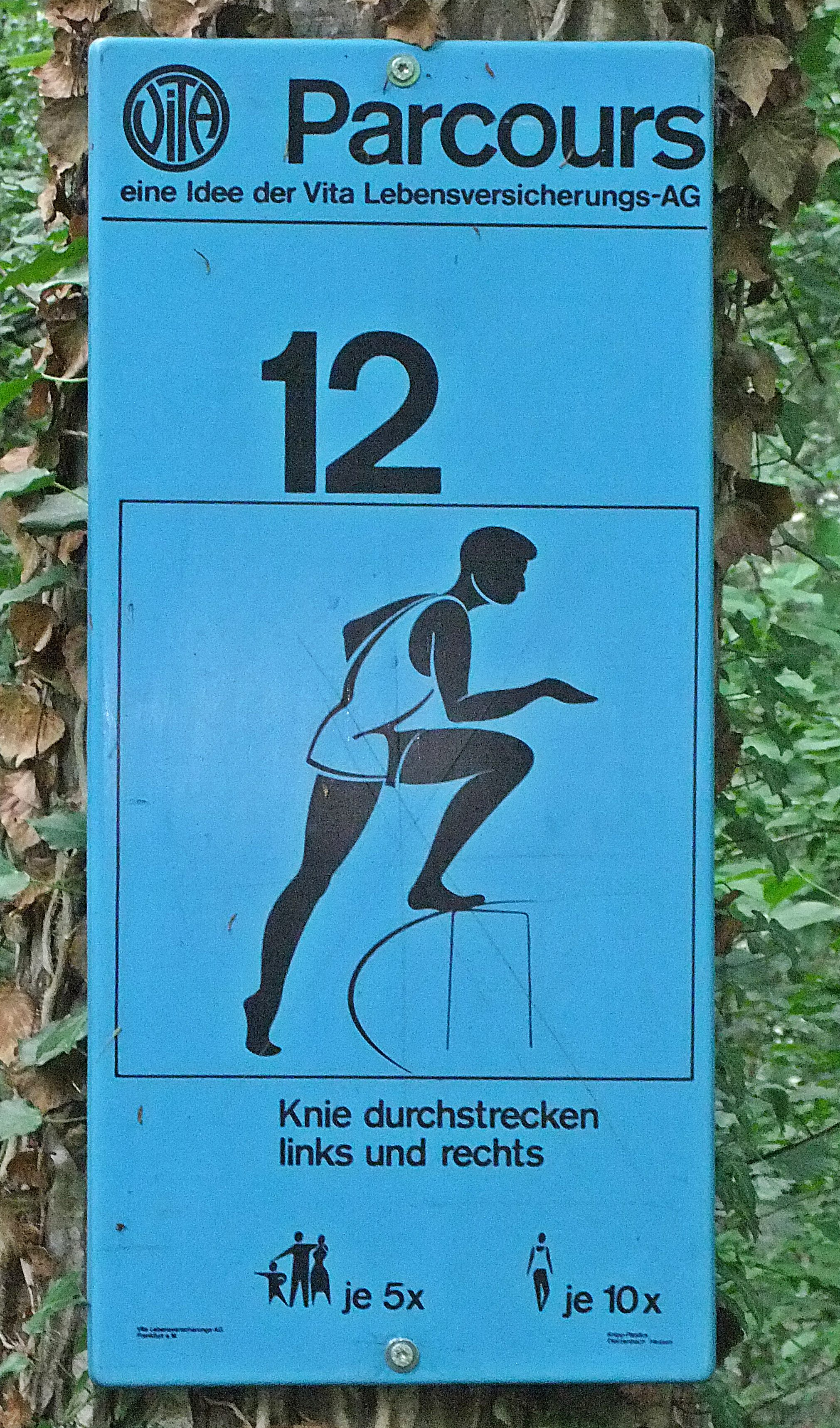
Голубой табличка в Эстрингене

Оздоровительная тропа представляет собой кольцевой курс, на котором примерно через каждые 200 метров находятся простые и надежные спортивные снаряды. Идея возникла в Швейцарии, где  подобные маршруты известны под названием Витапаркур . В Австрии распространено название Лесная миля.
Первая оздоровительная тропа Германии была установлена в 1962 в Мюнстер (дорожка капель пота). Оздоровительные тропы возникали начиная с 1970-х годов в ходе оздоровительного движения.

## Конструкция
Приблизительно на трёх-четырёх километровой тропе находятся около 15 - 20 снарядов, как например, штанги для подтягивания или пеньки для прыжков через козла – часто вместе с табличкой с пояснением к упражнению.

## Оборудование
Оздоровительные тропы имеют, помимо собственного маршрута, также ряд других, простых тренажеров. Так, например перекладины из дерева, или деревянные столбы в земле, деревянные брусья и т. д. Целью является ограничить использование посторонних предметов в лесу или парке, но при этом предоставить  много и не слишком изнуряющих тренировочных методик.
Пример упражнений:
- Пеший слалом
- Чехарда
- Подъемы
- Подтягивание
- Балансировка
- Вращение туловища в тазобедренных суставах
- Упражнения на растяжку
- Прыжки в длину

## Управление
В основном оздоровительные тропы, а так же Витапаркуры охраняются и управляются соответствующим городом или общиной, спортивными организациями или обществом содействия развитию туризма.
После пика в конце 1970-х годов существующие оздоровительные тропы были заброшены во многих муниципалитетах. В Мюнхене в октябре 2001 года открылся 4Fcircle-Витапаркур.